# Leptomenes kaokoveldensis
Leptomenes kaokoveldensis är en stekelart som beskrevs av Giordani Soika. Leptomenes kaokoveldensis ingår i släktet Leptomenes och familjen Eumenidae. Inga underarter finns listade i Catalogue of Life.